# CADR
Cet article possède un paronyme, voir Cadre.
Connue également sous l'appellation MIT Lisp Machine (littéralement La Machine Lisp du MIT), mais parfois nommée Greenblatt Lisp Machine (littéralement, La Machine Lisp de Greenblatt), CADR est le nom officiel de la machine Lisp du laboratoire d'intelligence artificielle du MIT.
Elle est réalisée en 1977 par les hackers du AI Lab à partir du prototype CONS finalisé deux ans plus tôt.